# 前堀航輝
前堀 航輝（まえぼり こうき、1989年10月11日 - ）は日本のパラグライダーインストラクター。元ワールド杯スキー選手。スキー選手としてワールド杯を転戦。現在はメーカーや雑誌の撮影を行いながら、パラグライダーの普及活動に務める。

## 人物
長野県白馬村生まれ。中学3年次の全国中学生スキー大会では全国3位、長野県予選1位の実力者。高校卒業後はニュージーランドで語学を学び、帰国後にフリースタイルスキーの選手に転向。アメリカコロラド州のスキーメーカーLibertySkis、Patagonia、世界最大のアクションカムGoPro等がスポンサーに付き、スロープスタイル競技の選手としてワールド杯を転戦し、地元の白馬村で行われたAsiaOpenでは、日本人初のルーティーン（技の組み合わせ）を披露し、準優勝を飾る。　前十字靭帯の怪我をきっかけに引退し、現在はスキーメーカーや雑誌の撮影を行っている。スキーチームFOORUSHのメンバーでもある。
八方尾根パラグライダースクールを経営する父のもと、15歳からパラグライダーを始める。茨城県にあるパラグライダースクールエアパークCOOにて、20歳でタンデムパイロットライセンス、21歳で日本史上最年少パラグライダーインストラクターの資格を取得し、フランスのアヌシーへのセーフティートレーニングにも参加。延べ1000人以上とパラグライダーのタンデムフライトを行っている。
日産セレナのTVCM、信州をカーナビ、永井大と滝沢沙織らが出演した山オトコ山ガールが行く北アルプスまるごと山遊び等の撮影協力を多数行う。　白馬村で毎年行われている白馬国際トレイルランのコースマップの空撮協力も行った。